# Serie 373 de British Rail

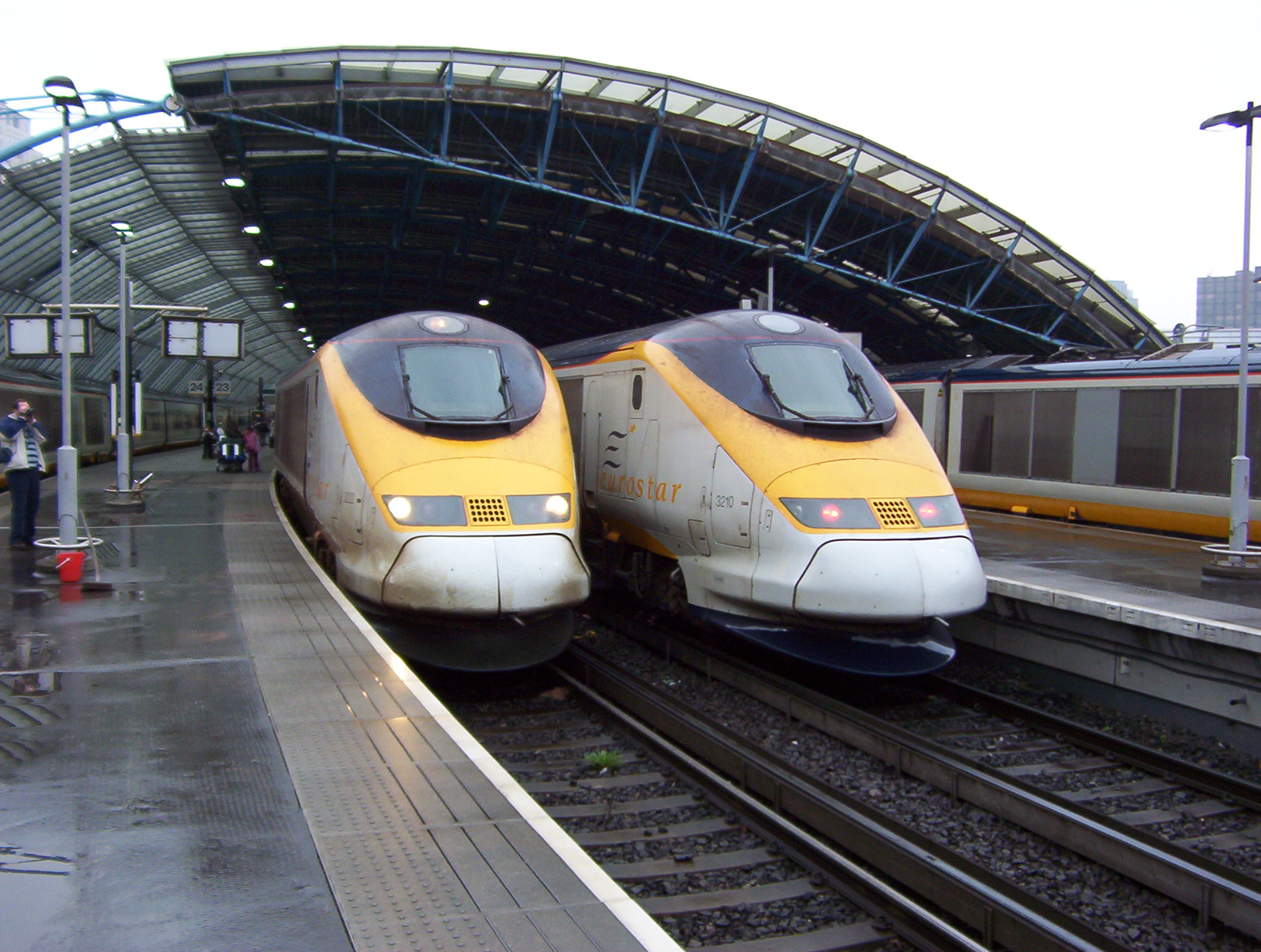
Dos trenes Clase 373 en la estación de Waterloo en Londres.

El British Rail Class 373 (Clase 373 de los Ferrocarriles Británicos en español) o TGV-TMST es un tren de alta velocidad que presta el servicio de pasajeros entre Gran Bretaña y Europa continental a través del Eurotúnel con el nombre comercial Eurostar.
Es un TGV modificado para poder ser usado en el Reino Unido y en el Eurotúnel. Entre las diferencias se incluye un menor ancho de gálibo (para poder ser usado en la infraestructura ferroviaria británica), motores de tracción asincrónicos y elementos de protección especiales para casos de incendio dentro del Eurotunel.
Class 373 (Clase 373 en español) es la designación usada en Gran Bretaña para estos trenes dentro del sistema de clasificación usado en ese país. En Francia es conocido como TGV Serie 373300 y durante su etapa de planeamiento se lo denominó TransManche Super Train (Super Tren Trans Canal de la Mancha).
Los trenes fueron construidos por GEC-Alsthom (actualmente Alstom) en sus factorías de La Rochelle (Francia), Belfort (Francia) y Washwood Heath (Inglaterra), entrando en servicio en 1993
Es el tipo de tren más rápido del Reino Unido y posee el récord británico de velocidad ferrovia con 334.7 km/h (208 millas por hora).

## Tipos y propiedad
Fueron construidos dos tipos:
- Los Three Capitals (Tres Capitales en español) compuestos por 2 cabezas tractoras y 18 remolques.
- Los North of London (Norte de Londres en español) compuestos por 2 cabezas tractoras y 14 remolques.

Ambos tipos están compuestos por dos "medios trenes" idénticos y no articulados en su centro, que en caso de emergencia en el Eurotúnel pueden separarse para abandonar el túnel. Cada "medio tren" está numerado independientemente.
Treinta y ocho "trenes completos" más una cabeza tractora fueron ordenados por las tres compañías ferroriarias involucradas. Dieciséis por la francesa SNCF, cuatro por la belga SNCB y dieciocho por la británica British Rail de los cuales siete con del tipo North of London.

## Mantenimiento
El mantenimiento de los trenes es realizado en cada capital. Los trenes británicos en los talleres North Pole International en el oeste de Londres, los franceses en los talleres Le Landy en el norte de París y los belgas en los talleres Forest de Bruselas.
Como complemento de la segunda fase Channel Tunnel Rail Link se están construyendo nuevos talleres de mantenimiento en Gran Bretaña al este de Londres, certa de la Estación Internacional de Stratford denominados Temple Mills y que reemplazaran a los talleres ``North Pole.

## Operación
El grueso de las operaciones corresponden a los servicios Eurostar en las rutas desde la Estación de St. Pancras (Londres) a la Gare du Nord (París) y a la Estación de Bruselas Sur (Bruselas).

## Detalles técnicos
Los trenes del tipo Three Capitals tiene una capacidad de 766 pasajeros (206 en primera clase y 560 en clase "standard"). Los trenes del tipo North of London tiene una capacidad de 558 pasajeros (114 en primera clase y 444 en clase "standard").

### Alimentación
Todos los trenes son aptos para tres tipos de alimentación eléctrica.
- 25 kV, 50 Hz CA: para las LGV's francesas, belgas y británicas (Channel Tunnel Rail Link) y en el Eurotúnel.
- 3 kV CC: para las líneas belgas tradicionales.
- 750 V CC: para las líneas británicas tradicionales usando "tercer riel". Desde la finalización del Channel Tunnel Rail Link esta alimentación eléctrica no es usada y ha sido desinstalada.

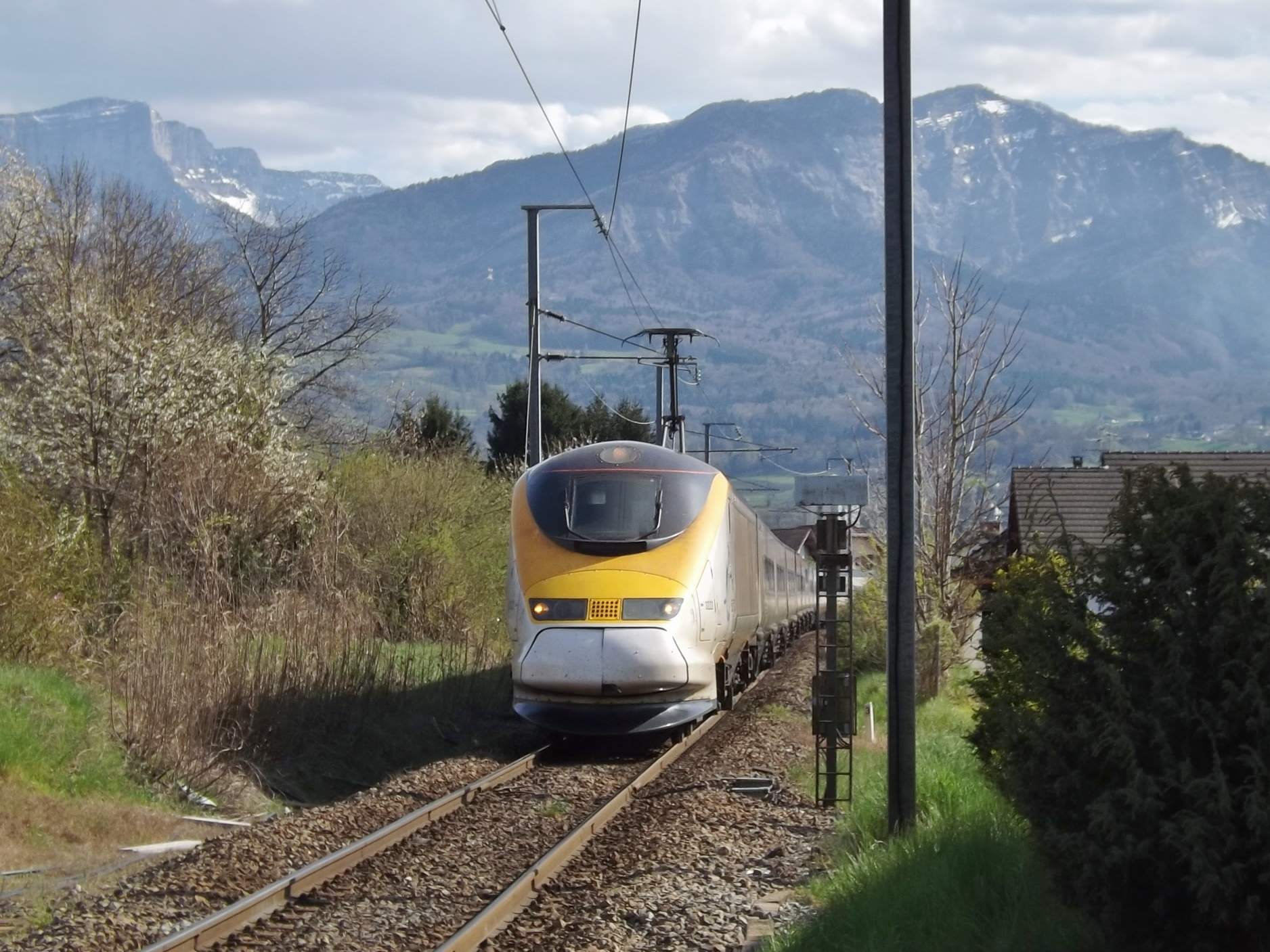
Eurostar en los Alpes franceses (servicio de invierno).

Asimismo nueve de los trenes propiedad de la francesa SNCF son aptos también para 1500 V CC (para circular por las líneas francesas tradicionales): 6 de los 13 utilizados para París-Londres y los 3 utilizados para servicio inerno francés. 

### Medidas
Largo total: 394 m

Ancho: 2.81 m

Peso vacío: 752 t

Peso máximo: 816 t

Velocidad de servicio: 300 km/h

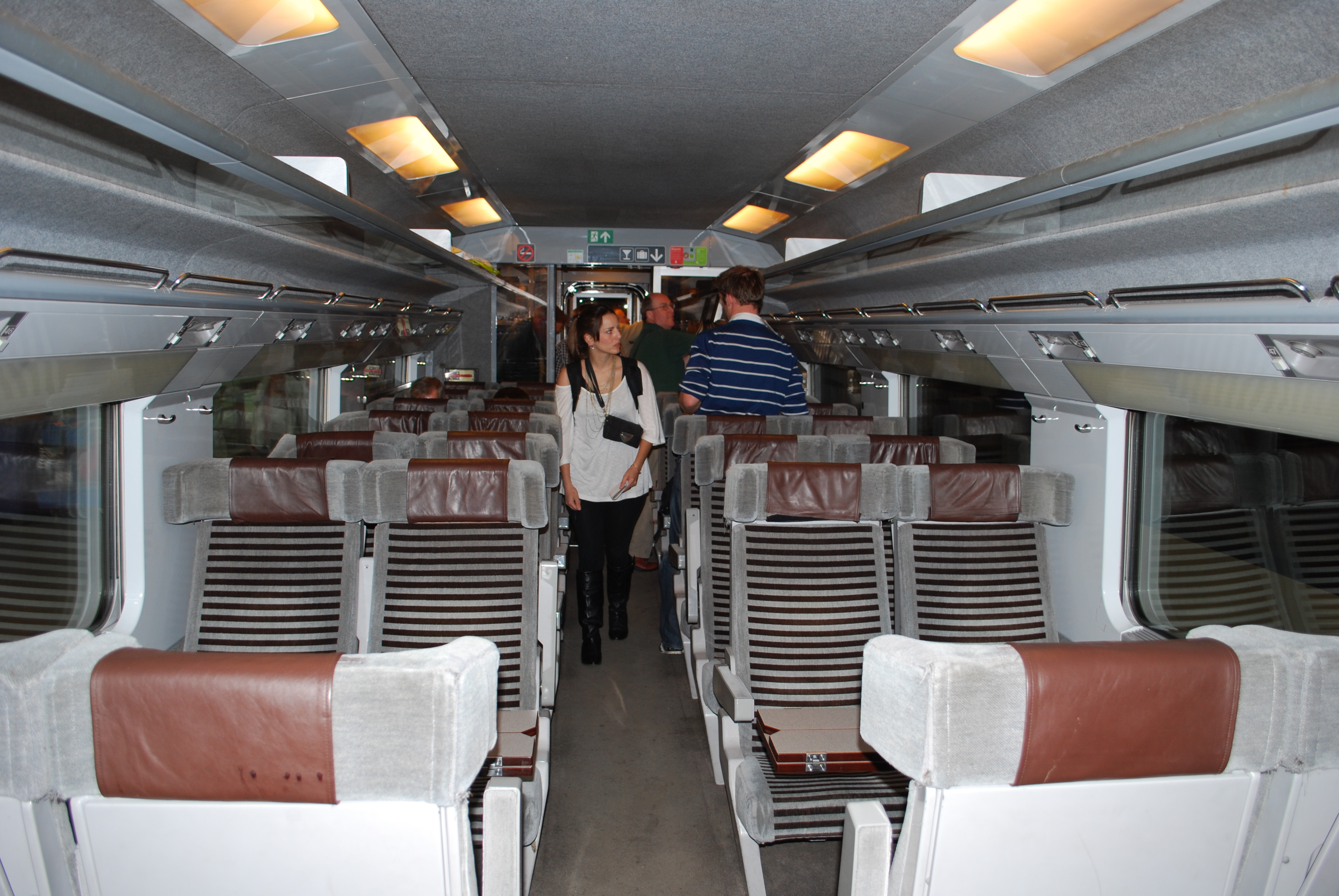
Interior de un coche de 2ª Clase

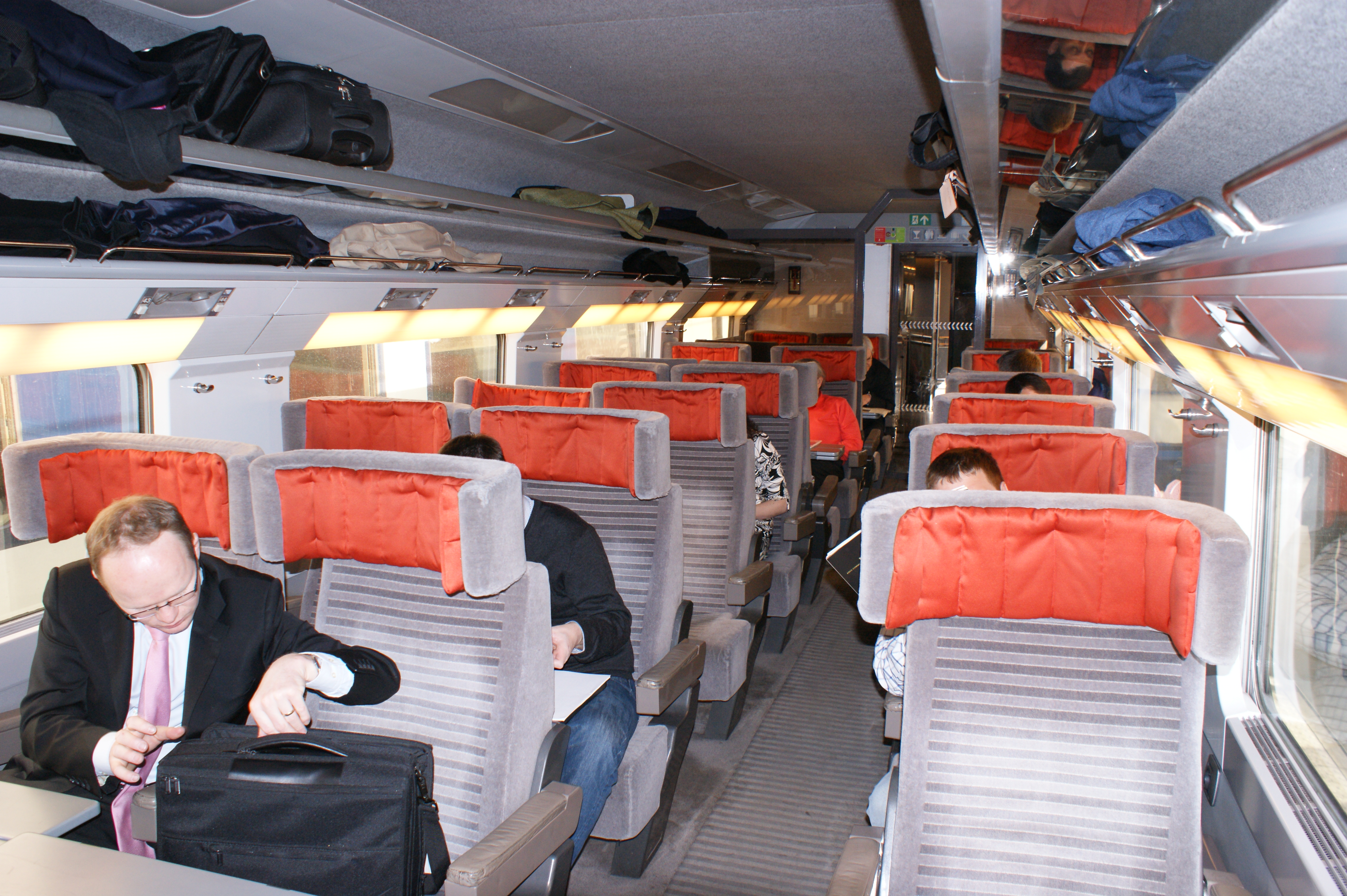
Interior de un coche de 1ª Clase

Potencia alimentado con 25 kV CA: 12.000 kW

Potencia alimentado con 3 kV CC: 5.700 kW

Potencia alimentado con 750 V CC: 3.400 kW

Bogies con tracción: 6

Bogies sin tracción: 18

## Sistema de señalización
Los trenes deben ser compatibles con los sistemas de señalización de todas las regiones donde operan, y que son: 
- AWS: Es el sistema de señalización británico (basado en induction).
- TPWS: Es el sistema de alerta que complementa el AWS.
- TVM: Transmission Voie-Machine en francés, usado en las LGV's.
- KVB: Es el sistema de señalización de las líneas francesas tradicionales (es un sistema electro-mecánico con radio balizas).
- MEMOR: Es el sistema de señalización belga (electro-mecánico).